# Diócesis de Caithness
La diócesis de las Caithness (en latín: Dioecesis Cathanensis y en inglés: Diocese of Caithness) fue una circunscripción eclesiástica de la Iglesia católica en el Reino Unido. Se trataba de una diócesis latina, sufragánea de la arquidiócesis de San Andrés. Fue suprimida de hecho en la segunda mitad del siglo XVI.

## Territorio y organización
La diócesis extendía su jurisdicción sobre los fieles católicos de rito latino residentes en la parte del norte de Escocia, comprendiendo los actuales condados de Caithness y de Sutherland, en la parte extrema norte del área administrativa de las Highland. Su territorio hoy forma parte de la diócesis de Aberdeen.
La sede de la diócesis se encontraba en la localidad de Dornoch, en donde la catedral era la actual iglesia de Santa María y San Gilberto, que desde 1560 pertenece a la Iglesia de Escocia y en 1570 fue incendiada por el Clan Mackay.
La investigación histórica ha identificado las 23 parroquias anteriores a la Reforma escocesa: Assynt, Bower, Canisbay, Clyne, Creich, Dornoch, Dunbeath, Dunnet, Durness, Farr, Halkirk, Kildonan, Kilmalie, Lairg, Latheron, Loth, Olrig, Reay, Rogart, Skinnet, Thurso, Watten y Wick.

## Historia
El territorio fue evangelizado por san Fergus Cruithneach en la primera mitad del siglo VIII. La diócesis de Caithness fue erigida a mediados del siglo XII durante el reinado de David I de Escocia. La sede original de la diócesis fue Halkirk, con un castillo en Scrabster.
El tercer obispo, Adam, fue brutalmente asesinado durante un levantamiento popular causado por el aumento del diezmo. Lo encerraron en su casa de Halkirk y luego el edificio fue incendiado el 11 de septiembre de 1222. El papa Honorio III ordenó que los culpables fueran castigados. El rey Alejandro II de Escocia ordenó la ejecución de 400 personas.
Su sucesor fue Gilbert de Moray, venerado como santo por la Iglesia escocesa. A él se debe el traslado de la sede episcopal a Dornoch, donde construyó la catedral, a la que dotó de las constituciones capitulares. Murió el 1 de abril de 1244 o 1245 y fue enterrado en la catedral, de la que llegó a ser cotitular, junto con Santa María.
El papa Pío II (1458-1464) concedió el derecho de asilo a la Catedral de Dornoch y al territorio circundante hasta una distancia de 3 millas.
Inicialmente la diócesis estaba inmediatamente sujeta a la Santa Sede, pero el 17 de agosto de 1472 pasó a formar parte de la provincia eclesiástica de San Andrés.
Durante la Reforma escocesa el último obispo de Caithness en comunión con la Santa Sede fue Robert Stewart, nunca fue consagrado y después de muchos años viviendo en Inglaterra, regresó a su tierra natal y se unió al protestantismo; murió en 1586. Fue sucedido por George Gladstanes, primer obispo de la Iglesia episcopal escocesa. La diócesis episcopal de Caithness fue oficialmente suprimida en 1688, pero continuó clandestinamente desde el siglo XIX llevando el título de diócesis de Moray, Ross y Caithness después de la fusión con otras dos antiguas sedes episcopales.

## Episcopologio
- Andrew † (mencionado en 1150-30 de diciembre de 1184 falleció)
- John † (1185)
- Adam † (1214-11 de septiembre de 1222 falleció)
- San Gilbert de Moray (de Moravia) † (1222-1 de abril de 1244 o 1245 falleció)
- William † (?-1261 falleció)
- Angel † (mencionado el 24 de marzo de 1263)
- Walter de Baltrodi † (13 de junio de 1263-1271 falleció)
  - Nicholas † (1273 nominación anulada) (obispo electo)
- Archibald Heroch † (1 de noviembre de 1274-? falleció)
  - Richard † (1278-? renunció) (obispo electo)
  - Hervey de Donodei † (1279-? falleció) (obispo electo)
- Alan de Saint Edmund † (13 de abril de 1282-1292 falleció)
- Adam † (29 de abril de 1296-1296 falleció)
- Andrew, O.Cist. † (17 de diciembre de 1296-? falleció)
- Ferquhard Belegaumbe † (22 de enero de 1306-1328 falleció)
- David † (26 de enero de 1328-circa 1339 falleció)
- Alan † (16 de enero de 1341-? falleció)
- Thomas de Fingask † (29 de noviembre de 1342-circa 1368 falleció)
- Malcolm † (21 de febrero de 1369-? falleció)
- Alexander Man † (21 de octubre de 1381-1409 falleció)
- Alexander de Vaus † (4 de mayo de 1414-4 de diciembre de 1422 nombrado obispo de Whithorn-Galloway)
- John de Crannach † (11 de diciembre de 1424-7 de junio de 1426 nombrado obispo de Brechin)
- Robert Strathbrock † (4 de junio de 1427-? falleció)
- John Innes † (6 de abril de 1446-1448 falleció)
- William Mudy † (8 de marzo de 1448-1477 falleció)
- Prosper Cannilio de Janua † (25 de mayo de 1478-? renunció)
- John Sinclair † (26 de mayo de 1484-? falleció)
- Andrew Stewart el Viejo † (26 de noviembre de 1501-17 de junio de 1517 falleció)
- Andrew Stewart el Joven † (14 de diciembre de 1517-agosto de 1541 falleció)
  - P. Robert Stewart † (27 de enero de 1542-29 de marzo de 1586 falleció) (obispo electo, contrajo matrimonio el 6 de enero de 1579)